# Sylvester Dandolo
Conte Sylvester Dandolo (1766. – 17. studenoga 1847.), austrijski viceadmiral i jedan od osnivača austrijske ratne flote.
U razdoblju nakon 1797. u vojno-političkom životu Venecije važnu je ulogu imao Silvestro (1776. – 1847.), viceadmiral i jedan od osnivača austrijske ratne flote. Godine 1821. imenovan je vrhovnim zapovjednikom austrijskoga brodovlja na području Sredozemlja, a potom i vrhovnim zapovjednikom sveukupne Austrijske ratne mornarice.

## Više informacija
- Austrougarska ratna mornarica

| vojne službe                                       | vojne službe                                                                  | vojne službe                               |
| -------------------------------------------------- | ----------------------------------------------------------------------------- | ------------------------------------------ |
| prethodnik nadvojvoda Fridrik Ferdinand Austrijski | vrhovni zapovjednik Austrijske ratne mornarice listopad 1847. – studeni 1847. | nasljednik ritter Johann Marinovich (v.d.) |